# Ветров, Игорь Александрович
Игорь Александрович Ветров (укр. Ігор Олександрович Вєтров; 1 августа 1924, Киев — 2 апреля 1998, там же) — советский и украинский кинорежиссёр и актёр.

## Биография
Родился 1 августа 1924 года в Киеве, Украинская ССР, СССР.
Участник Великой Отечественной войны. В 1948 году окончил школу киноактёра в Киеве и Киевский государственный институт театрального искусства имени И. К. Карпенко-Карого в 1967 году. С 1948-49 года — актёр Винницкого музыкального драматического театра, с 1949 года — помощник и ассистент режиссёра Киевской киностудии им. А. П. Довженко. Член НСКУ с 1966 года.
Умер 2 апреля 1998 года в Киеве, Украина.

## Фильмография

### Актёр
- 1954 — «Богатырь» идёт в Марто
- 1956 — Иван Франко

### Режиссёр
- 1958 — Голубая стрела (2-й режиссёр)
- 1961 — Радость моя (совместно с Н. П. Мащенко)
- 1966 — Дни лётные (2-й режиссёр)
- 1966 — Два года над пропастью (2-й режиссёр)
- 1968 — Беглец из «Янтарного» (совместно с Е. В. Брюнчугиным)
- 1969 — Дума о Британке (совместно с Н. С. Винграновским)
- 1970 — Семья Коцюбинских (2-й режиссёр)
- 1971 — Ни дня без приключений
- 1972 — Случайный адрес
- 1974 — Земные и небесные приключения
- 1980 — Странный отпуск (совместно с Н. В. Засеевым-Руденко)

## Награды
- 1985 — Орден Отечественной войны II степени[1]